# Cervus canadensis
El uapití, wapití, wapiti o ciervo canadiense (Cervus canadensis) es una especie de mamífero artiodáctilo de la familia de los cérvidos que vive en América del Norte, Europa, Asia central y oriental. Presenta algunas características propias que le diferencian de sus parientes eurasiáticos, es de gran tamaño (solo superado entre los cérvidos por el alce); además, los machos presentan una «melena» más o menos espesa en el cuello y tienen una tonalidad más clara en el cuerpo que en las patas, la cabeza y el cuello.
Durante un tiempo se les consideró una subespecie de Cervus elaphus, pero hoy se les considera una especie aparte. Constaba de un total de diez subespecies, cuatro de ellas extintas en tiempos recientes debido a la presión humana, aunque recientes estudios de ADN sugieren que no hay más de tres o cuatro subespecies de uapití y algunas de las formas descritas anteriormente como subespecies no son más que razas diferentes.
En varias culturas nativas de Norteamérica se considera al uapití una fuerza espiritual. En la medicina tradicional china se usan sus astas y su «terciopelo» cobertor como remedio para algunas enfermedades. El wapiti además es considerado una especie cinegética, siendo su carne más baja en grasas y más alta en proteínas que la de vaca o la del pollo.

## Denominación y etimología
Los primeros exploradores europeos de Norteamérica que no estaban familiarizados con esta especie los confundieron con los alces por su gran tamaño, lo que ha originado cierta confusión con el nombre de esta especie, porque los norteamericanos además de wapiti siguen llamándolo elk, que en inglés británico significa alce, y a su vez llaman al alce moose, por lo que a menudo se hacen traducciones incorrectas.
La palabra «wapití» procede de la lengua shawnee y significa «nalgas blancas», en referencia al color del escudo anal de estos animales. Su nombre científico Cervus canadensis significa en latín ciervo canadiense, y hace referencia a donde fueron observados por primera vez por los colonos europeos.
Las subespecies asiáticas, que viven en Siberia, Mongolia y norte de China, se denominan también marales, aunque este nombre crea confusión con el ciervo común oriental (Cervus elaphus maral). La subespecie de uapití (Cervus canadensis sibiricus) extendida principalmente por Mongolia se denomina para diferenciarlo como maral de Altai, uapiti de Altái o wapiti siberiano.

## Descripción

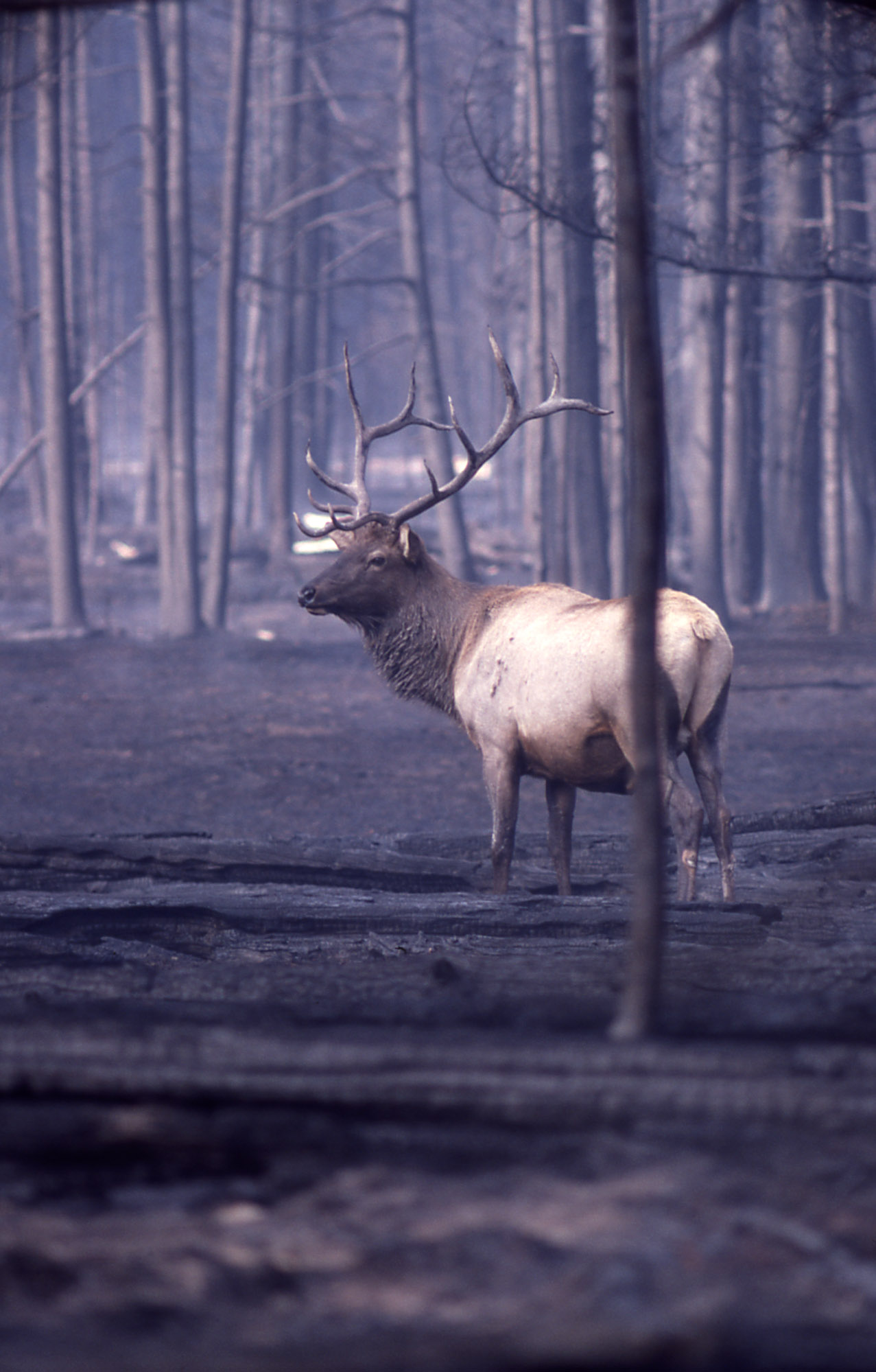
Macho en un bosque quemado en el que se aprecia su escudo anal blanco y las melenas oscuras de su cuello.

Los uapitís se caracterizan por su gran tamaño, con una altura hasta la cruz de 0,75 a 1,5 m y un peso de entre 180 y 500 kg, es el segundo cérvido más grande del mundo, solo superado por el alce. Su cabeza, cuello y patas son de color pardo oscuro mientras que su cuerpo presenta tonos más claros, y con un escudo anal blanquecino, sin líneas negras rodeándolo. Extrañamente para un animal que estacionalmente suele vivir en la nieve, su pelaje es más oscuro en invierno que en verano. Además tienen un par de molares extra bajo la zona ocular.
La especie presenta un marcado dimorfismo sexual. Los machos son de mayor tamaño, un 25 % más grandes que las hembras al llegar a la madurez, pesan una media de 320 kg, con una altura hasta la cruz de 1,5 m y una longitud de 2,5 m, el pelaje de alrededor de su cuello es largo formando una melena colgante. Las hembras de los uapitíes pesan unos 225 kg de media, miden unos 1,3 m hasta la cruz y unos 2 m de nariz a cola.
Solo los machos tienen cornamenta, como en la mayoría de los cérvidos, que tiene una ramificación principal hacia atrás y una más pequeña hacia adelante. Los cuernos se caen todos los años tras la estación de cría, empezando a crecer de nuevo en primavera. Los cuernos se van haciendo más grandes y con más puntas cuanto más viejo es el ejemplar, la cuerna más largas pueden ser de 1,2 m y 18 kg de peso. Los cuernos están formados por hueso y pueden llegar a crecer a una media de 2,5 cm al día. Mientras los cuernos están creciendo están protegidos por una cubierta protectora de piel con un fino vello y que está fuertemente vascularizada, denominada terciopelo. Esta piel se desprende en verano cuando las cuernas se han desarrollado por completo. Los cuernos pueden tener ocho puntas o más, dependiendo de la madurez del individuo. La formación y la caída de la cuerna está regida por la testosterona. Tras la estación de cría al final del otoño, los niveles de feromonas liberadas por el celo de las hembras disminuye lo que produce una bajada en los niveles de testosterona en los machos. Esta caída de la testosterona origina la caída de las cuernas, que generalmente se produce en invierno.

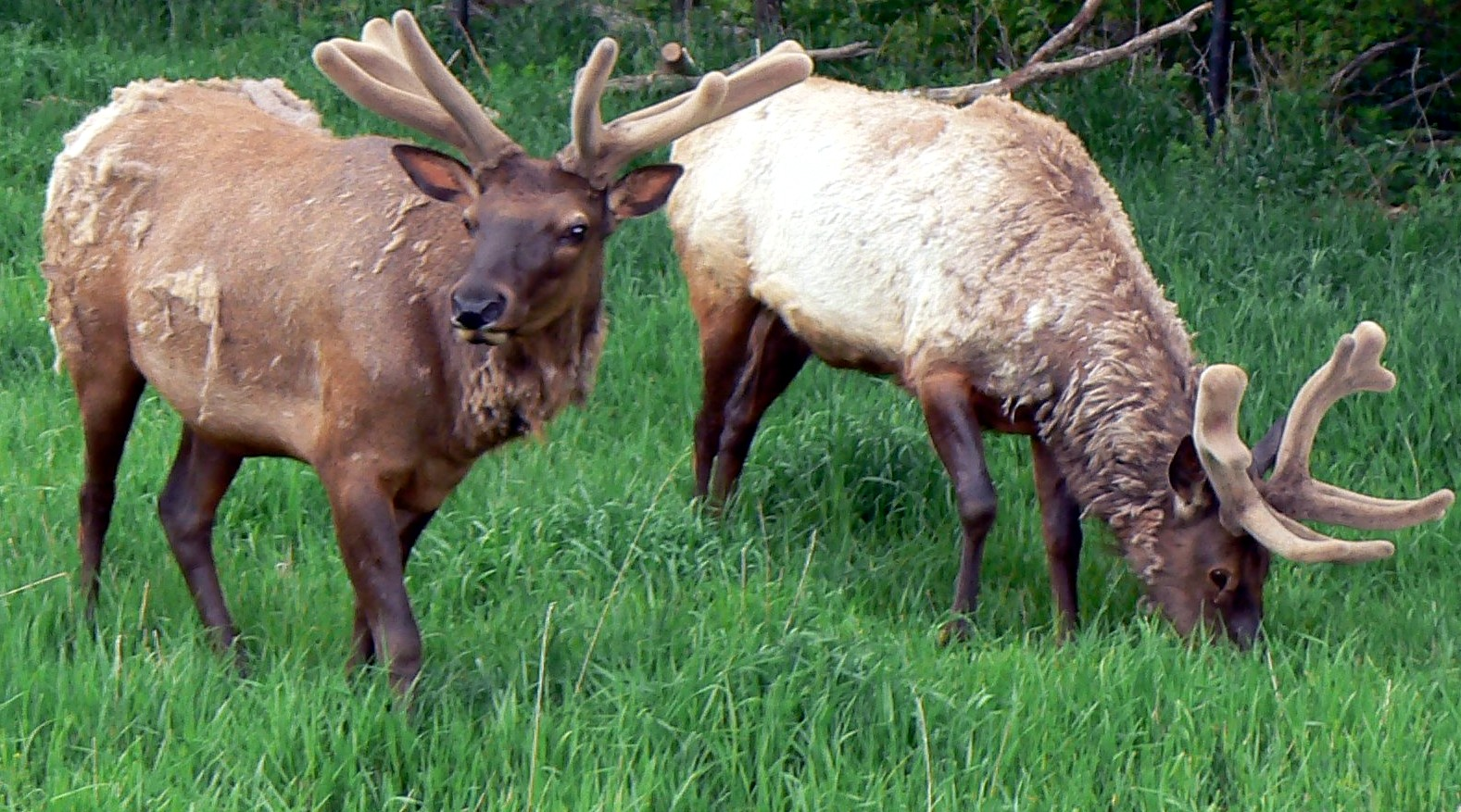
Machos en primavera a los que les están creciendo los cuernos.

El uapití es un gran artiodáctilo, es decir, posee un número par de dedos, como los camellos, las cabras y las vacas. Y como ellos es rumiante, posee un estómago de cuatro cámaras y se alimenta de hierba, hojas y cortezas. Durante el verano está casi constantemente comiendo, consumiendo entre 4 y 7 kg de materia vegetal diariamente.
El uapití pesa más del doble que un ciervo mulo y su pelaje es más rojizo y largo, su escudo anal es de color beige o marfileño, mientras que el del ciervo mular es blanco níveo y más grande, siendo la cola de este último también más grande. Los alces, en cambio, son más grandes y más oscuros que los uapitíes, y sus machos se diferencian claramente por sus enormes cuernos con superficies planas, además los alces son solitarios y nunca van en rebaños como los uapitíes.

## Taxonomía
Hasta 2004 el ciervo común y el wapiti eran considerados una sola especie, Cervus elaphus, basándose en que los híbridos entre ambos que se producían en cautividad eran fértiles. Pero los estudios de ADN que se realizaron con cientos de muestras tanto de las subespecies de ciervo común como de wapiti y las demás especies del género Cervus concluyeron que el wapiti era suficientemente distinto genéticamente como para considerarse una especie separada, C. canadensis. Incluyéndose en ella una docena de subespecies que antes se clasificaban como C. elaphus, englobándose en seis subespecies vivas de C. canadensis. Las pruebas de ADN no solo concluyeron que el wapiti era una especie diferente sino además que estaba más cercanamente emparentado con el ciervo de Thorold y el ciervo sica que con el ciervo común europeo. Aunque el wapiti y el ciervo común produce descendencia fértil en cautividad, la separación geográfica que existe entre ambas especies y las diferencias en la conducta de apareamiento hacen que la hibridación sería improbable en el medio salvaje. Aunque ambas especies que han sido introducidas en Nueva Zelanda y conviven en el parque nacional Fiordland National Park hibridan libremente, por lo que los ejemplares híbridos han sido apartados de los wapitís de pura raza de la zona.

## Historia natural

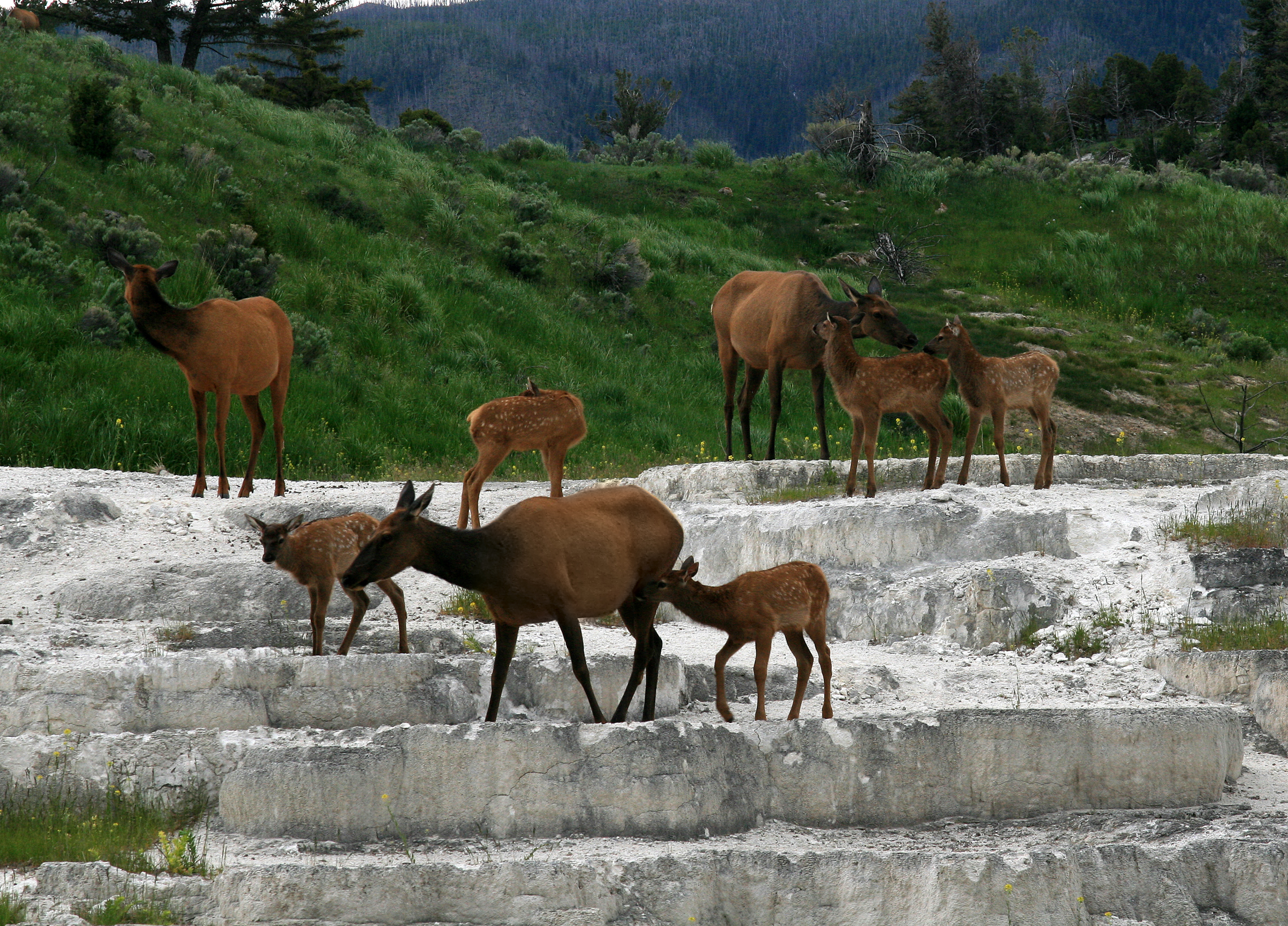
Hembras con sus crías en parque nacional Yellowstone.

Los primeros ancestros del género Cervus del wapiti aparecen en el registro fósil hace 12 millones de años, durante el Plioceno en Eurasia, pero no aparecieron en Norteamérica hasta las glaciaciones de finales del Pleistoceno, cuando pudieron cruzar el puente de Beringia. La primera llegada de estos ciervos al actual territorio de Alaska se fecha en unos 120 000 años. Posteriormente se expandieron hacia el sur y este, colonizando casi toda América del Norte. Hace unos 70 000 años ya se habían diferenciado al menos tres linajes distintos: uno radicado en la zona de Alaska y el Yukón, otro en las costas del océano Pacífico, desde Washington a California y el tercero y último, poseedor de la mayor área de dispersión, desde México y la Sierra Nevada estadounidense hasta el océano Atlántico. Hace unos 11 000 años desapareció el puente de tierra de Beringia quedando aisladas las poblaciones asiáticas y americanas. Al término de la última glaciación, hace 10 000 años, las poblaciones de la Columbia Británica y California quedaron aisladas, dando lugar a sus propias subespecies; otro tanto sucedió con el bloque oriental, que se dividió de acuerdo a la diferenciación de nuevos hábitats: la subespecie merriami en México y el sur de Estados Unidos, la manatobensis en las grandes llanuras norteamericanas, la canadensis en los bosques caducifolios de la Costa Este y la nelsoni en los de coníferas del norte.
De acuerdo con Valerius Geist, especialista en cérvidos, las diferencias entre cada una de las subespecies surgieron de forma muy rápida debido a las distintas presiones que el ambiente de cada zona ejercía sobre las primeras poblaciones de Cervus canadensis en Norteamérica. A resultas de ello, las diferencias genéticas entre cada una de las subespecies de uapitíes son mínimas, a pesar de lo que parezca indicar su aspecto externo.
Los indios americanos cazaron uapitíes desde antiguo, llegando a convertirse en un poderoso tótem para muchas tribus. No obstante, la presión originada por las capturas de los indios sobre los animales fue siempre mínima, cosa que no ocurriría a la llegada de los primeros colonos europeos.

## Subespecies
Se han descrito numerosas subespecies de uapiti, seis para Norteamérica y cuatro para Asia, aunque algunos taxonomistas considereran a algunas meros ecotipos o raza, es decir adaptaciones al medio ambiente local mediante cambios menores de apariencia o comportamiento). Las poblaciones varían en el tamaño y la forma de los cuernos, coloración y comportamientos de cortejo. Los estudios de ADN de las subespecies euroasiáticas revelan que las variaciones fenotípicas en las cuernas, melenas y el escudo anal están más relacionadas con factores ambientales que con los genes.

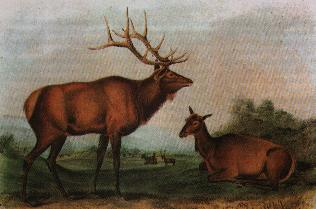
Macho y hembra del uapití occidental (Cervus canadensis canadensis), pintados por el naturalista John James Audubon en 1847.

De las seis subespecies de uapiti conocidas que vivían en Norteamérica en tiempos históricos, quedan cuatro: el upapití de Roosevelt (C. canadensis roosevelti), el uapití de Tule o California (C. canadensis nannodes), el uapití de Manitova (C. canadensis manitobensis) y el uapití de las Rocosas (C. canadensis nelsoni). El uapití oriental (C. canadensis canadensis) y el de Merriam (C. canadensis merriami) se extinguieron a finales del siglo XIX. La clasificación de las cuatro poblaciones supervivientes como subespecies se mantiene, en parte, por razones políticas para poder individualizar las medidas de protección necesarias para conservar cada población superviviente.
Las cuatro subespecies descritas en Asia incluyen el wapiti de Altái (C. canadensis sibiricus) y el wapiti de Tianshan (C. canadensis songaricus). Dos subespecies distintas que se encuentran en China, Mongolia, la península de Corea y Siberia son el wapiti de Manchuria (C. canadensis xanthopygus) y el wapitis de Alashan (C. canadensis alashanicus). El wapiti de Manchuria es más oscuro y de coloración más rojiza que las otras poblaciones. El wapiti de Alashan del centro norte de China es la más pequeña de todas las subespecies, tiene la coloración más clara y es la menos estudiada.
Valerius Geist, un especialista en cérvido de todo el mundo, afirma que solo ha habido tres subespecies de uapitís. Geist mantiene la clasificación de los uapitís de Manchuria y Alashan pero coloca al resto dentro de la subespecie C. canadensis canadensis. Los recientes estudios de ADN sugieren que no hay más de tres o cuatro subespecies de uapití. Todas las forma americanas parecen pertenecer a la misma subespecie (Cervus canadensis canadensis). Incluso el uapití siberiano (Cervus canadensis sibiricus) es casi idéntico a las formas americanas, y por lo tanto debería pertenecer a la misma especie. Sin embargo el uapití de Manchuria (Cervus canadensis xanthopygus) es claramente una forma distinta al siberiano, aunque indistinguible del uapití de Alashan. Las poblaciones de ciervos chinos conocidas como ciervo de Sichuan, ciervo de Kansu y ciervo tibetano también son formas de uapití, que no son distinguibles unas de otras por estudios de ADN mitocondrial.

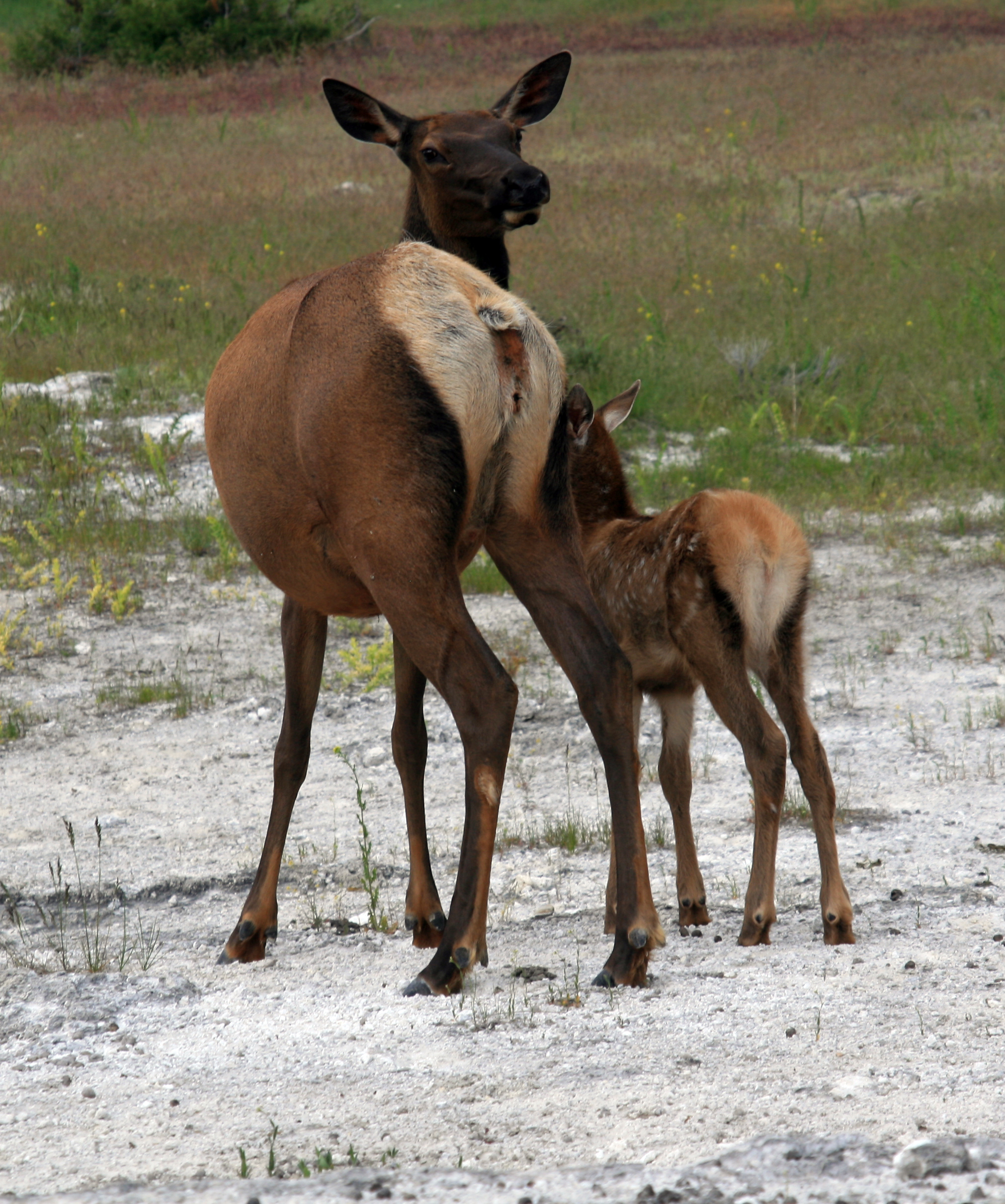
Hembra de C. c. nelsoni con su cervatillo.

Durante el otoño a los uapitís les crece una capa de pelo más espesa, lo que les ayudará a mantener su calor duranate el invierno. Entonces tanto a los machos, como a las hembras y cervatos de los uapitíes siberianos y norteamericanos les crecen melenas en el cuello, mientras que a las hembras y los jóvenes de los uapitís de Manchuria y Alashan no les crece. Al final del verano el pesado abrigo invernal se les cae, y se frotan contra los árboles y rocas para liverarse de este pelo. Además los uapitíes siberianos y norteamericanos tienen cuernas más grandes que los uapitís de Altái. Todos los uapitís tienen un claro y definido escudo anal y colas cortas. La diferente coloración de los individuos dependerá de la estación y de los tipos de hábitats, con el gris y las coloraciones claras predominando durante el invierno y tonos más oscuros y rojizos durante el verano. Las subespecies que viven en climas áridos tienden a tener capas de color más claro que las que viven en bosques. La mayoría de estas tienen durante el verano capas de colores ocres contrastando con el pardo oscuro de cabezas, cuellos y patas. Las poblaciones adaptadas a los bosques de Manchuria y Alashan wapitis tienen capas veraniegas con colores pardo rojizos que contrastan muy poco con el resto del cuerpo. Los cervatos nacen con una capa moteada, como la mayoría de las especies de ciervos, y perderán esta capa moteada al final del verano. Los adultos entre los uapitís de Manchuria mantienen unas pocas motas anaranjadas hasta que son mayores. Esta característica también se ha observado en las poblaciones de ciervo europeo adaptadas a los bosques.

### Uapití de Yellowstone

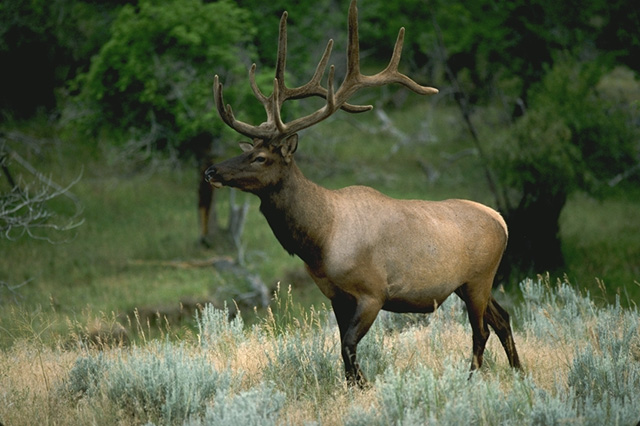
Macho de C. c. nelsoni en Wyoming.

El uapití de Yellowstone o de las Montañas Rocosas (C. c. nelsoni) habita en varias zonas del sur de la Columbia Británica, Alberta, Idaho, Montana, este de Washington y Oregón, noreste de Nevada, Utah, Arizona, Nuevo México, Colorado, Wyoming y el oeste de las dos Dakotas, generalmente en hábitats montañosos. Así mismo, se han introducido algunas poblaciones en zonas antiguamente habitadas por el upití oriental, como Nebraska, Minnesota y Míchigan. La población actual es de unas 800 000 cabezas, siendo la mayor población de ellas la que se encuentra en el parque nacional de Yellowstone, que cuenta con cerca de 30 000 ejemplares divididos en 7 manadas.
Esta subespecie es notable por su tamaño. Los machos alcanzan un peso máximo de 370 kg, 1,5 metros de altura hasta la cruz y 2.4 de longitud. El pelo es marrón oscuro en patas, cuello, cabeza y vientre, mientras que el cuerpo es más pálido. En cautividad se han conseguido individuos plateados e incluso blancos. Los individuos adultos pueden desarrollar cuernos de hasta 1,5 m de largo, separados por 120 centímetros en sus puntas.
Las hembras son de color más oscuro y uniforme. Rondan los 200-250 kg.

### Uapití de Manitoba
El uapití de Manitoba (C. c. manatobensis) se encuentra en Manitoba central, este de Saskatchewan y Dakota del Norte. La mayoría de los individuos de esta especie se encuentran recluidos en reservas naturales como el parque nacional Riding Mountain, el parque nacional Prince Albert y el Parque Provincial Duck Mountain. La población total se estima en unos 10 000 individuos.
Es una subespecie muy similar a la de las Montañas Rocosas, de la que se diferencia por su menor estatura (aunque el peso es prácticamente el mismo, ya que es proporcionalmente más robusto) y su pelaje más oscuro.

### Uapití de Roosevelt

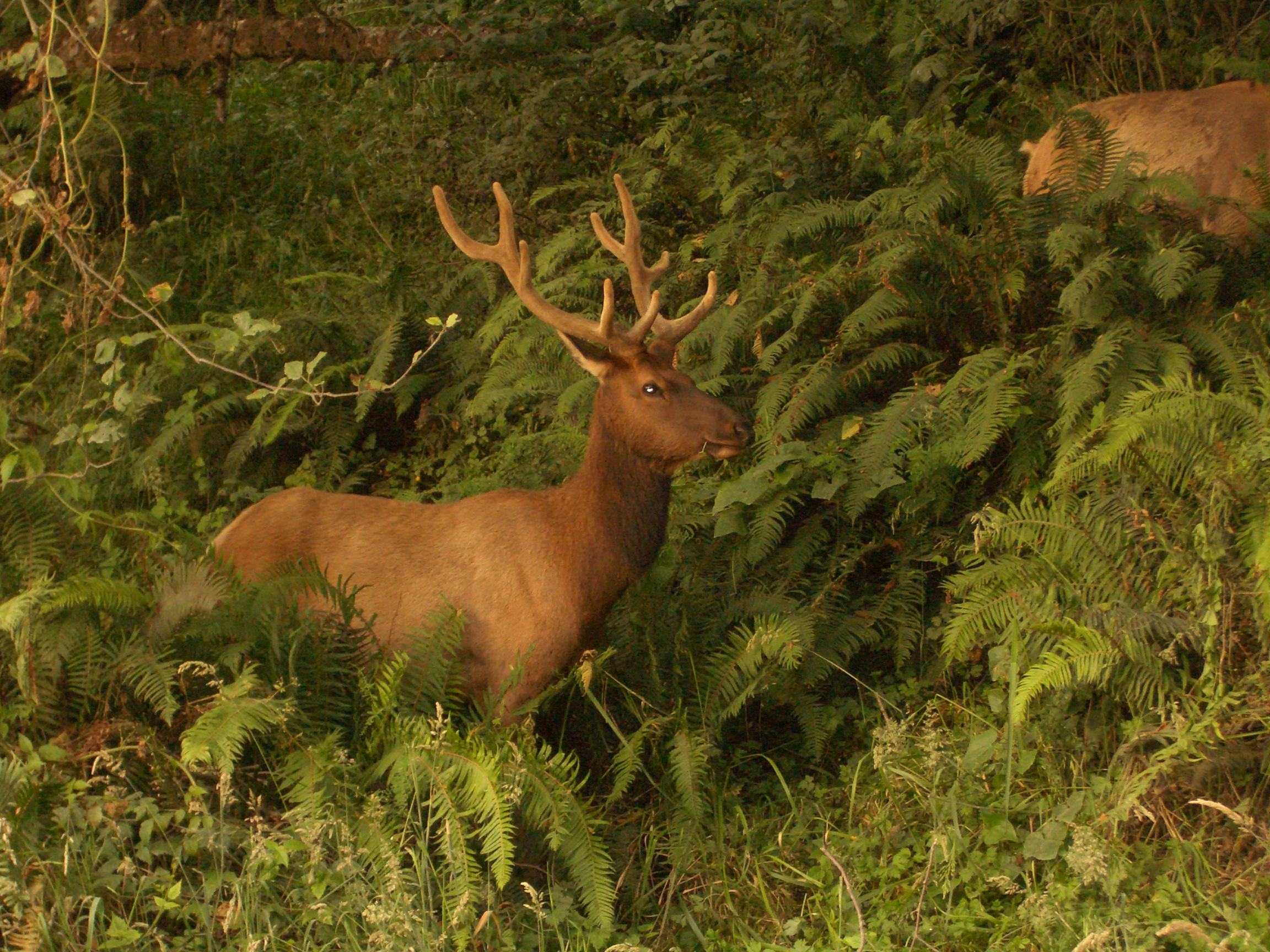
ciervo de Roosevelt (C. c. roosevelti) en un parque nacional de California.

El ciervo de Roosevelt (C. c. roosevelti) es la subespecie de mayor tamaño, llegando a pesar los machos más grandes unos 600 kg. Fue nombrado por Clinton Hart Merriam en 1898 en honor del presidente, Theodore Roosevelt, cazador y naturalista aficionado. Muy parecido al ciervo de las Montañas Rocosas, el uapití de Roosevelt se diferencia de éste por su mayor tamaño (los machos suelen rondar los 450 kg) y pelaje más oscuro. Las astas poseen numerosas puntas y sus extremos pueden aparecer ligeramente palmeados.
Se trata de una subespecie con un área de distribución moderada, reducida a la costa oeste norteamericana desde la bahía de San Francisco al suroeste de la Columbia Británica, incluida la isla de Vancouver. Existen poblaciones introducidas en otras áreas de Columbia y en las islas Afognak de Alaska; también se ha reintroducido esta subespecie en zonas de los estados de Oregón y Washington, donde había sido exterminado previamente. Se estima que existen entre 20 000 y 30 000 ejemplares en la actualidad.

### Uapití de California
La subespecie californiana, nannodes, suele presentar pelaje corto y amarillento (pero oscuro en cuello y patas) y un tamaño bastante menor al del resto de ciervos norteamericanos, debido al hábitat más seco y pobre que ocupa. Sin embargo, cuando los ciervos se crían en cautividad y reciben una alimentación abundante, alcanzan sin problemas el tamaño y la corpulencia típicos de razas mayores, como las de las Montañas Rocosas.
Antiguamente, se podían encontrar grandes manadas en las praderas, bosques y chaparrales de los grandes valles californianos, pero la destrucción del medio y la caza excesiva llevó a la subespecie al borde de la extinción. En la década de 1870, el ganadero Henry Miller estableció una pequeña reserva particular en el sur del Valle central de California con el fin de evitar la desaparición de estos animales.
En 1932, la manada superviviente fue trasladada a un área de 3,8 km² en el centro del Valle, que adquirió protección oficial convirtiéndose en la Tule Elk State Reserve. Los animales se han multiplicado hasta sumar hoy en día unas 2000 cabezas, tanto en la reserva como en terrenos adyacentes. Así mismo, los ciervos de California se crían en algunas granjas privadas, donde en tiempos recientes se ha vuelto a permitir una pequeña cuota de caza al año.
En 1978 se reintrodujo la subespecie en el condado de Marin, al norte de San Francisco, donde en la actualidad viven 500 animales divididos en dos manadas diferentes. Otra manada más se encuentra en el condado de Alameda, junto a la bahía de San Francisco.

### Subespecies americanas extintas
Las dos subespecies exterminadas directamente por la acción de los colonizadores europeos son dos: el Cervus canadensis canadensis que habitaba entre los Montes Apalaches y el valle del Misisipi, y el Cervus elaphus merriami que habitaba en lo que ahora es Nuevo México y zonas limítrofes. Las razón principal de estas desapariciones fue la caza masiva para obtener carne y pieles o simplemente por deporte, aunque también influyeron la tala de bosques y su sustitución por áreas de cultivo o pastos para el ganado y el consecuente avance de la desertización en el Medio Oeste americano.
En el caso de la subespecie C. c. canadensis, parece que ya había desaparecido de Alabama, Misisipi y las costas del Atlántico antes del siglo XVIII. Un siglo después ya no se la encontraba en la buena parte de los Apalaches y para 1870 solo quedaban poblaciones relictas en los alrededores de los Grandes Lagos, al oeste del río Misisipí y posiblemente en Virginia Occidental. El último avistamiento se produjo en Misuri en 1898; no obstante, la fecha de extinción en el sur de Ontario (Canadá), donde también habitaba este animal, es desconocida, por lo que podrían haber quedado algunos animales allí en fechas posteriores a su extinción en Estados Unidos.
Por otra parte, el último ciervo de la subespecie local presente en Nuevo México fue avistado en 1909, si bien el C. c. merriami sobrevivió en Arizona hasta 1923. En 1911 se introdujo en Nuevo México la subespecie C. c. nelsoni, que antaño había poblado también la franja norte del estado, y se expandió con el tiempo hasta formar la actual población de 11 000 cabezas que habita en buena parte de la primitiva área de distribución del extinto uapití neomexicano.

## Biología

### Comportamiento

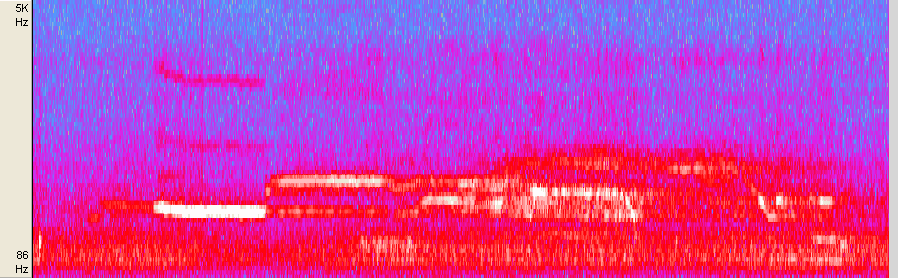
Espectrograma del bramido de un uapití americano,
— Sonido (formato OGG, 25kB).,
—
Sonido (formato wav).

Los uapitís adultos generalmente viven en rebaños separados por sexos la mayor parte del año. Los uapitís son polígamos, durante la época de celo los machos tratan de llamar la atención de las hembras para reunir un harén en su territorio que defenderán de los demás machos. Los machos desafían a sus oponentes bramando, emitiendo sonidos agudos parecidos a los de una trompeta, y cuando se enfrentan se ponen en paralelo y empiezan a caminar adelante y atrás exhibiendo sus cuernas. Esto permite a los potenciales combatientes medir la fuerza y el tamaño de sus oponentes. Si ninguno de los dos se echa atrás empezará la pelea chocando y empujándose con las cuernas. Algunas veces alguno de los contendientes puede resultar gravemente herido. Además, los machos se marcan olorosamente excavando en el suelo, orinando sobre la tierra y revolcándose en el barro producido. Así la orina empapa su pelaje dándole un fuerte olor que atrae a las hembras.

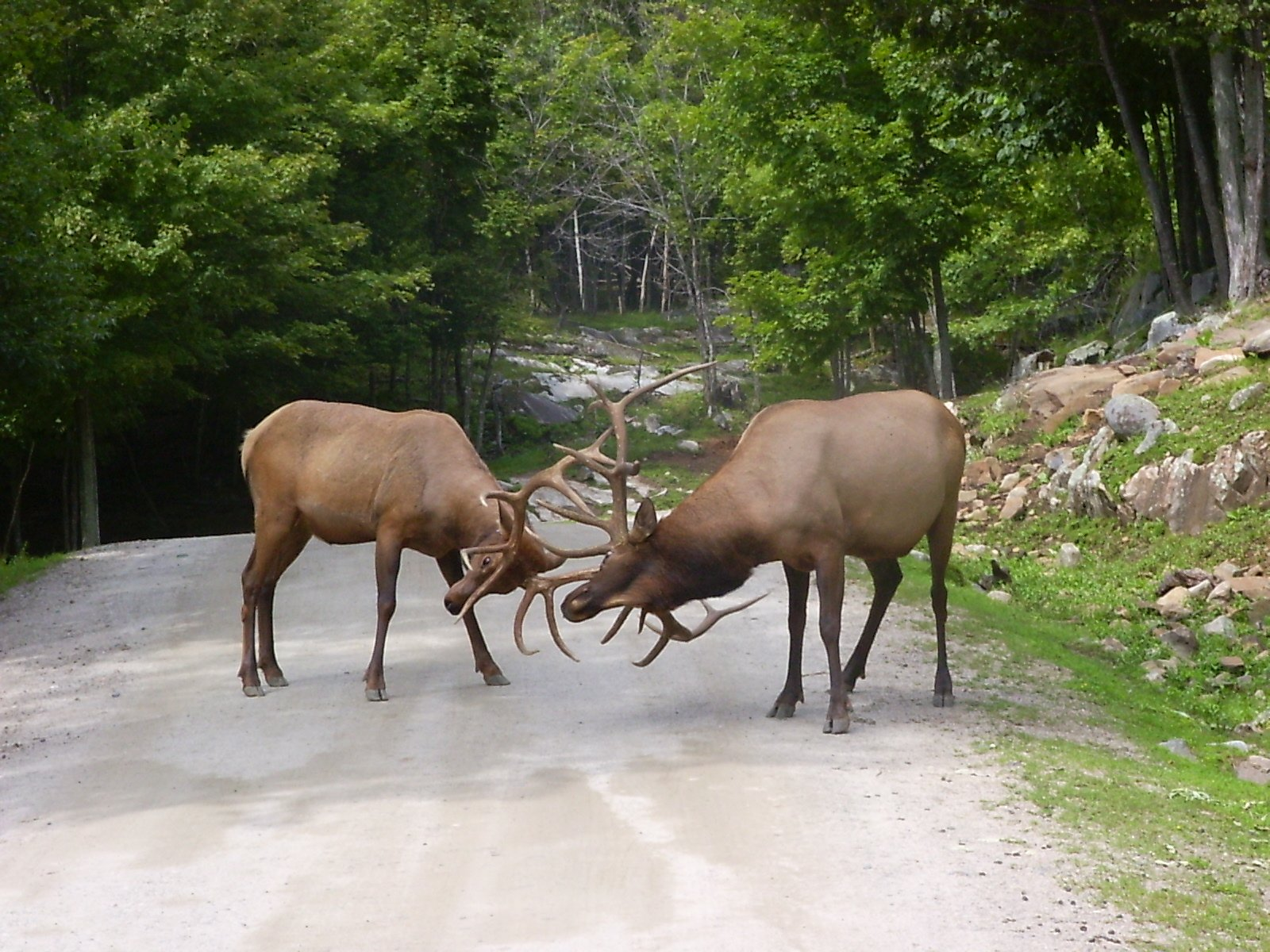
Duelo entre dos machos.

Los machos dominantes mantienen harenes de hembras durante todo el periodo de celo, desde agosto hasta principios del invierno. Un macho defenderá un harén de unas 20 hembras o más de sus competidores y los depredadores. Solo los grandes machos adultos tienen grandes harenes para poder reproducirse, siendo su edad óptima los ocho años de edad. Los machos entre dos y cuatro años o de más de once años raramente son capaces de mantener un harén, y se mantienen la mayoría del tiempo del celo en la periferia de los grandes harenes. Los jóvenes y los viejos pueden llegar a conseguir un harén, pero solo después que los machos dominantes, al final de la época de cría. Los machos con harén rara vez se alimentan y pueden llegar a perder más del 20 % de su peso corporal. Los machos que llegan al celo en pobres condiciones físicas es menos probable que aguanten al periodo donde se producen la mayoría de las concepciones o que conserven suficientes fuerzas para aguantar los rigores del invierno venidero.

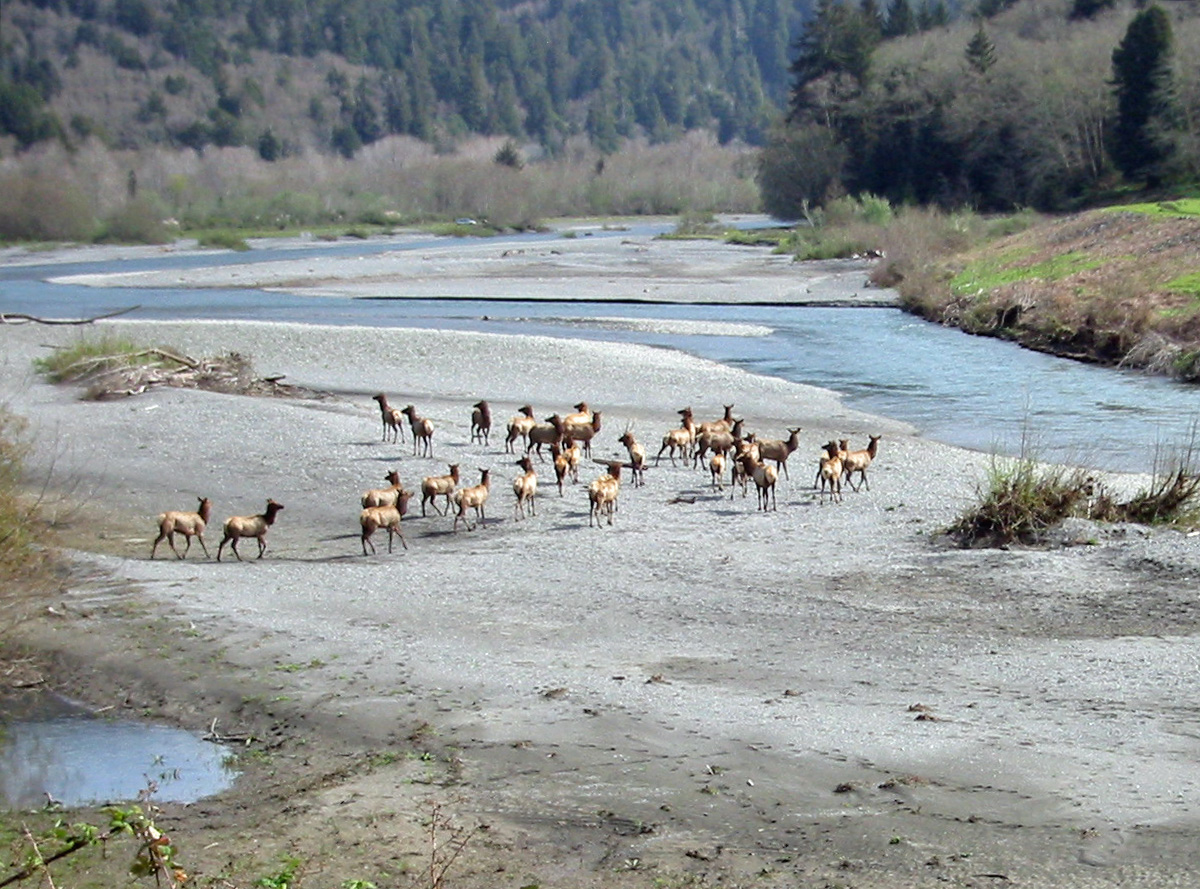
Rebaño de hembras con un macho.

Los machos emiten bramidos con gran volumen, pudiéndose oír a varios kilómetros. Los bramidos a menudo son considerados una adaptación a los ambientes abiertos, como praderas, páramos y sabanas, donde el sonido puede viajar a gran distancia. Las hembras se sienten atraídas hacia el macho que emite bramidos con más frecuencia y más alto. Los bramidos se emiten más a menudo al principio y al final del día y son uno de los sonidos más característicos de las llanuras americanas junto a los aullidos del lobo.

### Reproducción y ciclo vital

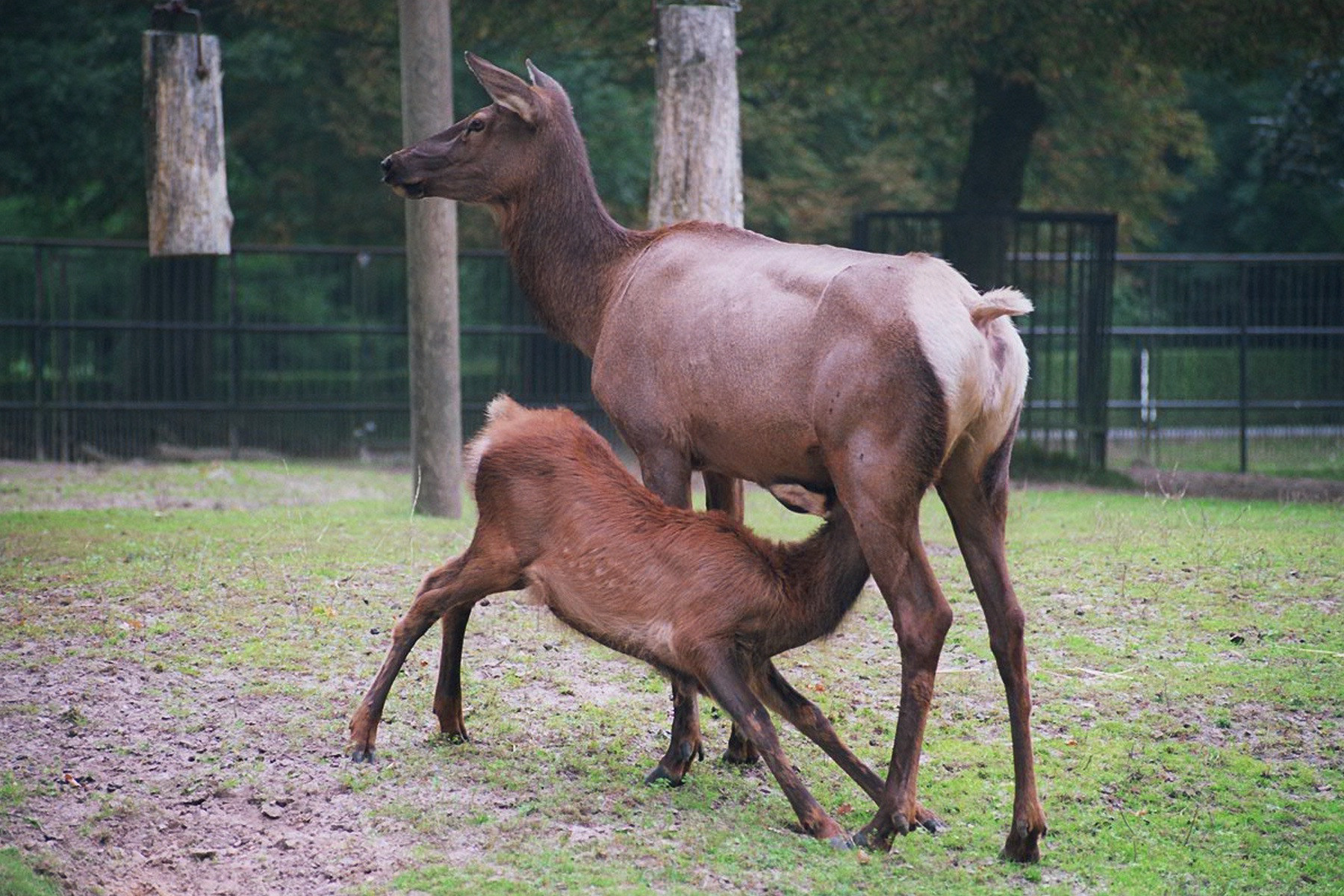
Hembra amamantando a su cervato.

Las hembras de uapití tienen un celo muy corto, de solo un día o dos y el apareamiento generalmente comprende una docena o más de cubriciones. Las hembras alcanzan la madurez sexual en el otoño de su segundo año de vida, cuando han alcalzado los 200 kg. Generalmente tienen un cervato, muy raramente dos. La gestación dura de 240 a 262 días, y los recién nacidos pesan entre 15 y 16 kg. Cuando las hembras están cercanas al parto tienden a aislarse del resto del rebaño, y permanecerán solas hasta que el cervato sea lo suficientemente grande para ser capaz de correr y escapar de los depredadores. Los cervatos recién nacidos son moteados, como es común entre los cérvidos, y perderán estas motas al final del verano, aunque los uapitís de Manchuria conservan unas pocas motas anaranjadas en su espalda hasta que son viejos. Después de dos semanas los cervatos están listos para unirse al rebaño y serán destetados a los dos meses de edad. Los cervatos de uapití alcanzan el peso de un ciervo de cola blanca adulto a los seis meses de edad. Los cervatos permanecerán junto a sus madres durante el resto del año separándose de ella tras la siguiente época de cría cuando nazca el nuevo cervatillo. El tiempo de gestación es el mismo en todas las subespecies.
Los uapitís viven más de 20 años en cautividad, pero la media de longevidad en la naturaleza está entre los 10 y 13 años. En algunas poblaciones salvajes que sufren menos presión de los depredadores la media puede subir hasta los 15 años.

### Defensas de los depredadores
Los machos de uapití mantienen sus cuernas durante más de medio año y es menos probable que se agrupen con otros mientras tengan las astas. Los machos usan los cuernos como medio de defensa, además de las patadas que dan con las patas delanteras que propinan ambos sexos en cuanto se les provoca. En cuanto se les caen los cuernos los machos se unen al grupo de solteros en el que el número les proporciona protección frente a los depredadores. Los rebaños suelen mantener uno o más vigías mientras los demás miembros del grupo comen o descansan.

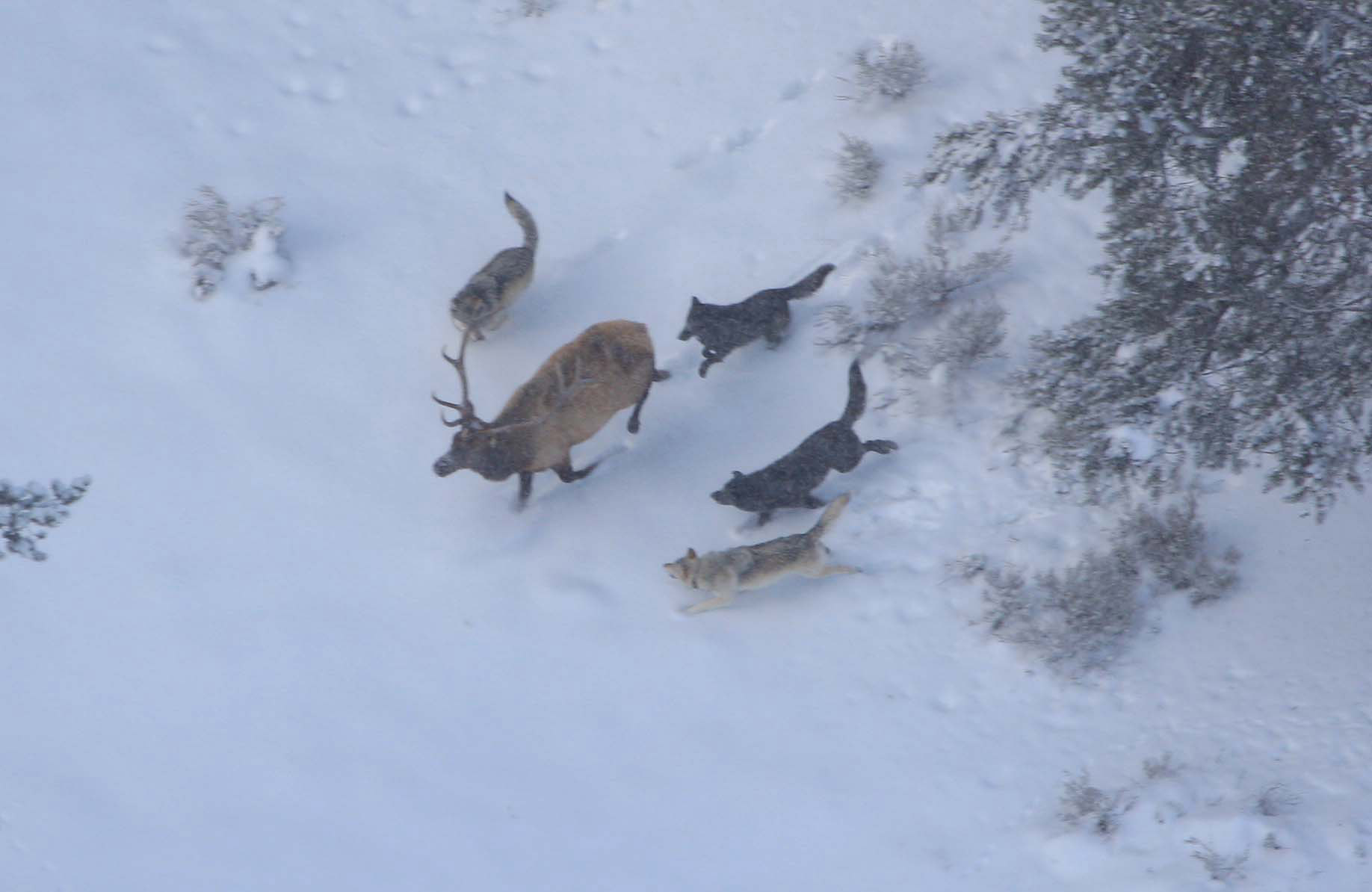
Los machos solitarios son vulnerables frente a los lobos.

Tras el celo, las hembras forman grandes rebaños, de más de 50 individuos. Mantienen cerca a los recién nacidos por medio de una serie de vocalizaciones. Las grandes guarderías siempre están vigiladas durante el día. Cuando algún depredador se aproxima, las hembras más grandes y robustas suelen interponerse y patearán a los atacantes, e intentarán disuadir a los depredadores emitiendo sonidos guturales. Las manadas de lobos, los coyotes y los pumas son sus depredadores más frecuentes, aunque los osos pardos y negros también depredan sobre ellos. Los grupos de coyotes atacan principalmente a los cervatos, aunque también pueden matar a algún adulto debilitado por el invierno. En el ecosistema del Gran Yellowstone, en el que se incluye el parque nacional Yellowstone, los osos son el principal depredador de los cervatos. Entre los principales depredadores en Asia se incluyen los lobos, los cuones, los osos pardos, los tigres siberianos, los leopardos de Amur, los leopardos de las nieves. Los Linces boreales y los jabalíes pueden matar algunas veces a los cervatos de uapitís asiáticos. Históricamente los tigres cazaban uapitíes de Manchuria en la región del Baikal y continúan haciéndolo en la región de Amur.

### Migración
Como la mayoría de cérvidos, especialmente los que habitan regiones montañosas, los uapitís emigran a las zonas altas en primavera, siguiendo a las nieves que se retiran y en dirección contraria en otoño. La presión de los cazadores también influyen en las migraciones y sus movimientos. Durante el invierno prefieren las zonas boscosas y los valles abrigados para protegerse del viento y alimentarse de la corteza de los árboles. Los uapitís de Roosevelt elk generalmente no migran debido a que los recursos alimenticios de que disponen en las áreas donde viven son menos estacionales.

### Dieta

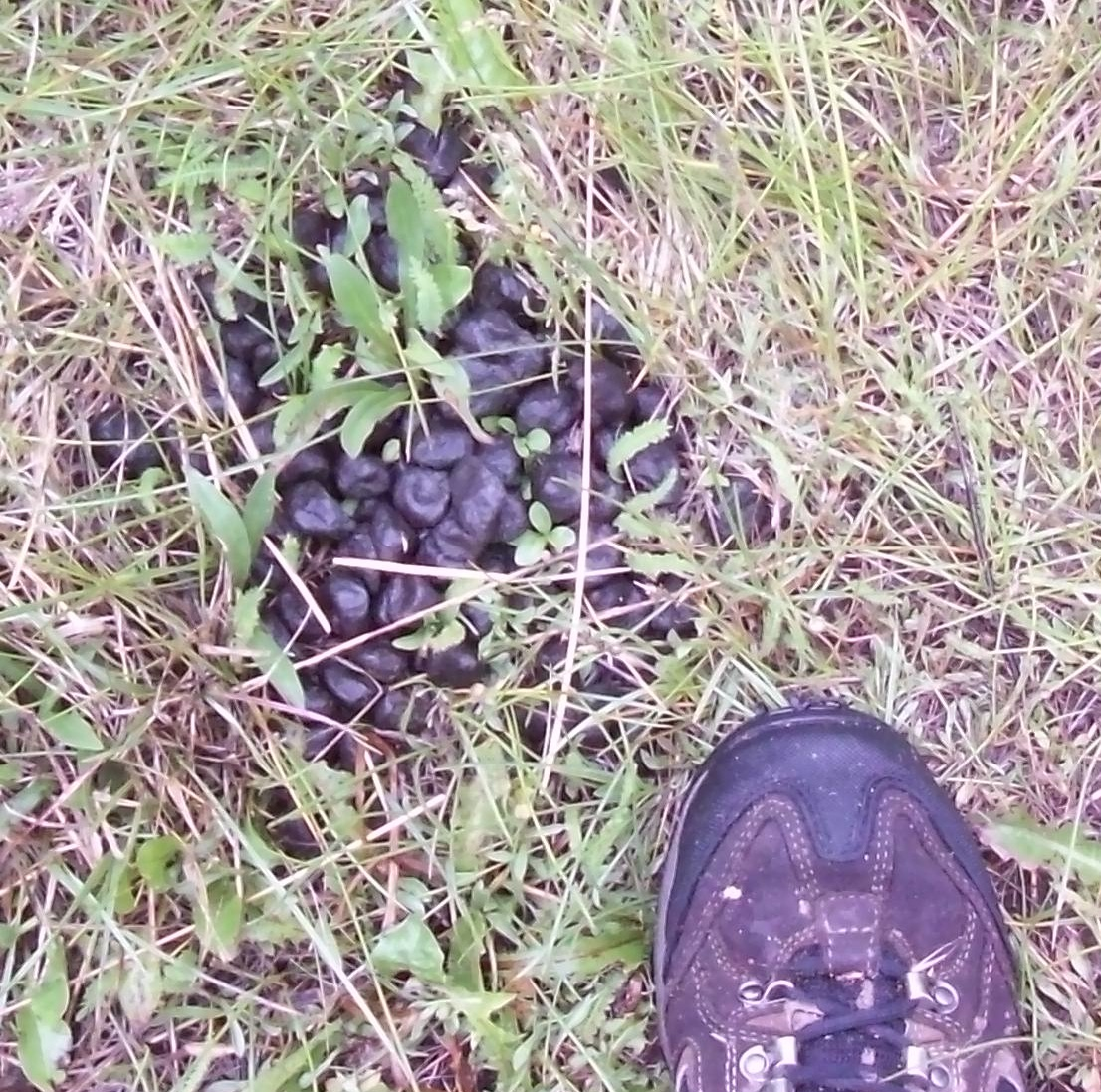
Excrementos de uapití.

Los uapitís son rumiantes y, por lo tanto, tienen un estómago con cuatro cavidades. Al contrario que los ciervos de cola blanca y los alces que son principalmente ramoneadores, los uapitís principalmente pastan hierba como las vacas, aunque como los demás ciervos también pueden ramonear hojas. Los uapitís tienen tendencia a alimentarse principalmente por las mañanas y las tardes, buscando refugio en zonas resguardadas entre comidas para hacer la digestión. Su dieta depende de la estación, siendo la base principal las hierbas nativas durante todo el año, siendo suplementada con las cortezas de los árboles en invierno y con flores y brotes de hojas en verano. El uapití consume una media de 9 kg de materia vegetal durante un día. Les gustan especialmente los retoños de álamo que crecen en primavera, lo que ha ocasionado cierto impacto en los bosques de álamos en las regiones donde hay uapitís.
Para estudiar la distribución y la clase de recursos que utilizan las poblaciones de uapitíes, los investigadores analizan los excrementos que dejan estos.

### Salud
Se han identificado al menos 53 especies de protistas y parásitos en el uapití. Salvo contadas excepciones estos parásitos rara vez producen una mortalidad significativa entre los uapitís salvajes o en cautividad.
El gusano cerebral o gusano de las meninges, Parelaphostrongylus tenuis, es un nematodo parásito que afecta a los tejidos de la médula espinal y el cerebro del uapití y otras especies, provocando su muerte. Su huésped definitivo es el ciervo de cola blanca, en cuyo organismo no causa ninguna enfermedad. Los caracoles y las babosas son los huéspedes intermedios que producen la infección del uapití mientras pasta.

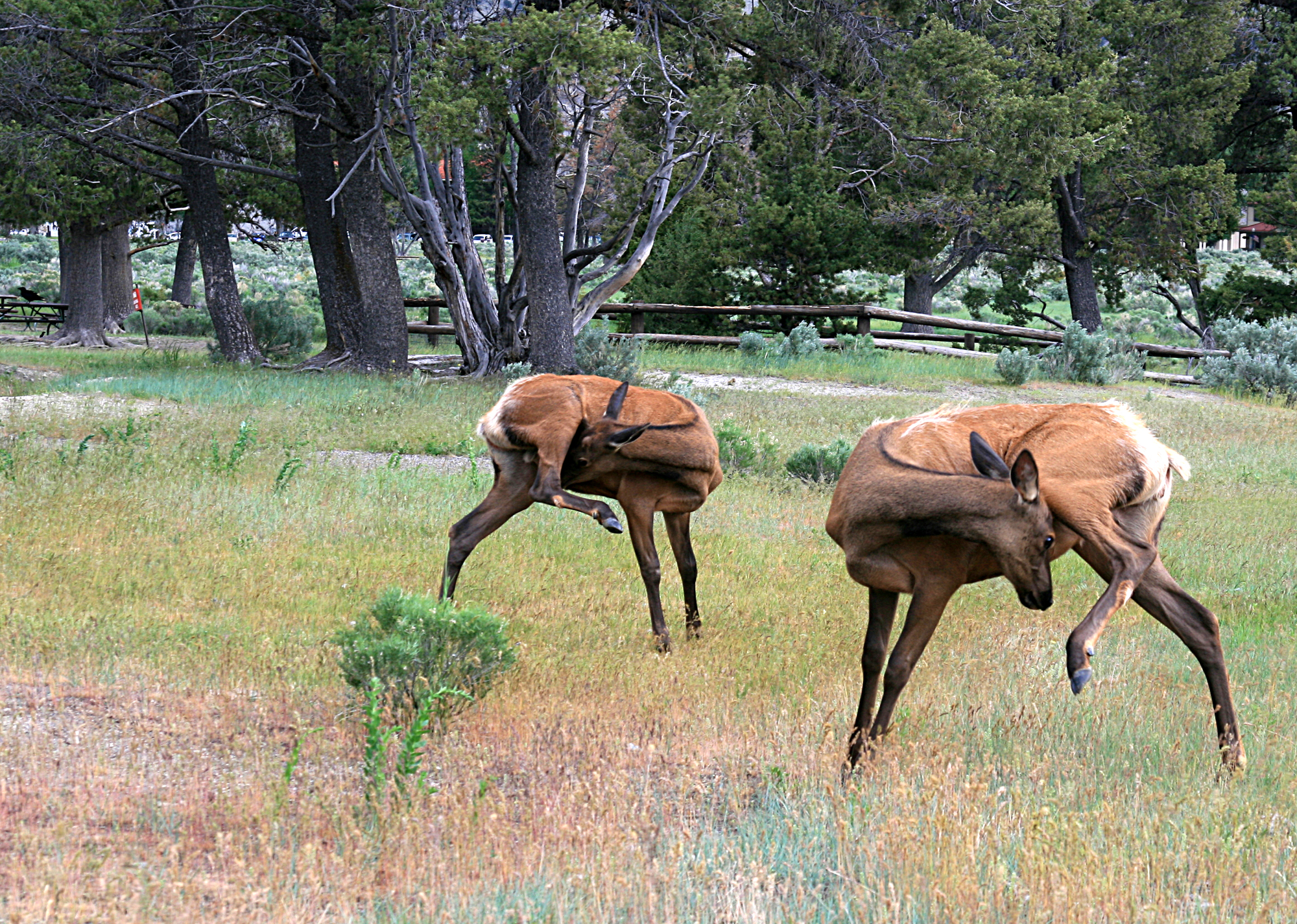
Uapitís acicalándose en el parque nacional de Yellowstone.

La enfermedad de desgaste crónico está causada por un prion que afecta también el tejido cerebral de los ciervos, y se ha detectado en su zona de distribución Norteamericana de uapití. La primera vez que se registró fue a finales de los años 1960 en el ciervo mular. La enfermedad afecta a los uapitís tanto en las granjas de cría en cautividad como a los salvajes de numerosas regiones. Los individuos que contraen la enfermedad empiezan mostrando pérdida de peso, más necesidad de agua, desorientación y apatía, y en los estados más avanzados de la enfermedad se produce la muerte. La enfermedad es similar a la Enfermedad de las vacas locas aunque causada por otro prion distinto, y no existe riesgo documentado de infección para los humanos o el ganado doméstico. En 2002 Corea del Sur prohibió la importación del terciopelo de los cuernos de uapití debido a la preocupación por el contagio de la enfermedad de desgaste crónico.
La brucelosis ocasionalmente afecta a los uapitís en el ecosistema del Gran Yellowstone, el único lugar de los EE. UU. donde esta enfermedad todavía persiste. En el ganado doméstico, la brucelosis causa infertilidad, abortos y reducción de la producción de leche. Se transmite a los humanos causando síntomas parecidos a la gripe que pueden durar años. Aunque el contagio a través de los bisontes se han registrado transmisiones de la brucelosis de los uapitís a caballos en Wyoming y a vacas en Idaho. Los investigadores están intentando erradicar la enfermedad entre los uapitís por medio de vacunaciones y medidas de control de las manadas, que se espera tengan éxito.
Un estudio reciente basado en autopsias de uapitís en cautividad determinó que la causa de muerte de 33 individuos de 65 se produjo a causa de parásitos intestinales (21 casos, principalmente por Eimeria sp. y Ostertagia sp.) o infecciones bacterianas (12 casos, en su mayoría por pneumonía).
Algunos parásitos como Fascioloides magna o Dictyocaulus viviparus se encuentran comúnmente en los uapitís, aunque estos apenas causan trastornos en la especie. La infección de cualquiera de estos parásitos es frecuentemente fatal para el ganado doméstico, por lo que la presencia de rebaños de uapitís en la misma área que los rebaños domésticos puede suponer un riesgo para el ganado.

## Referencias culturales

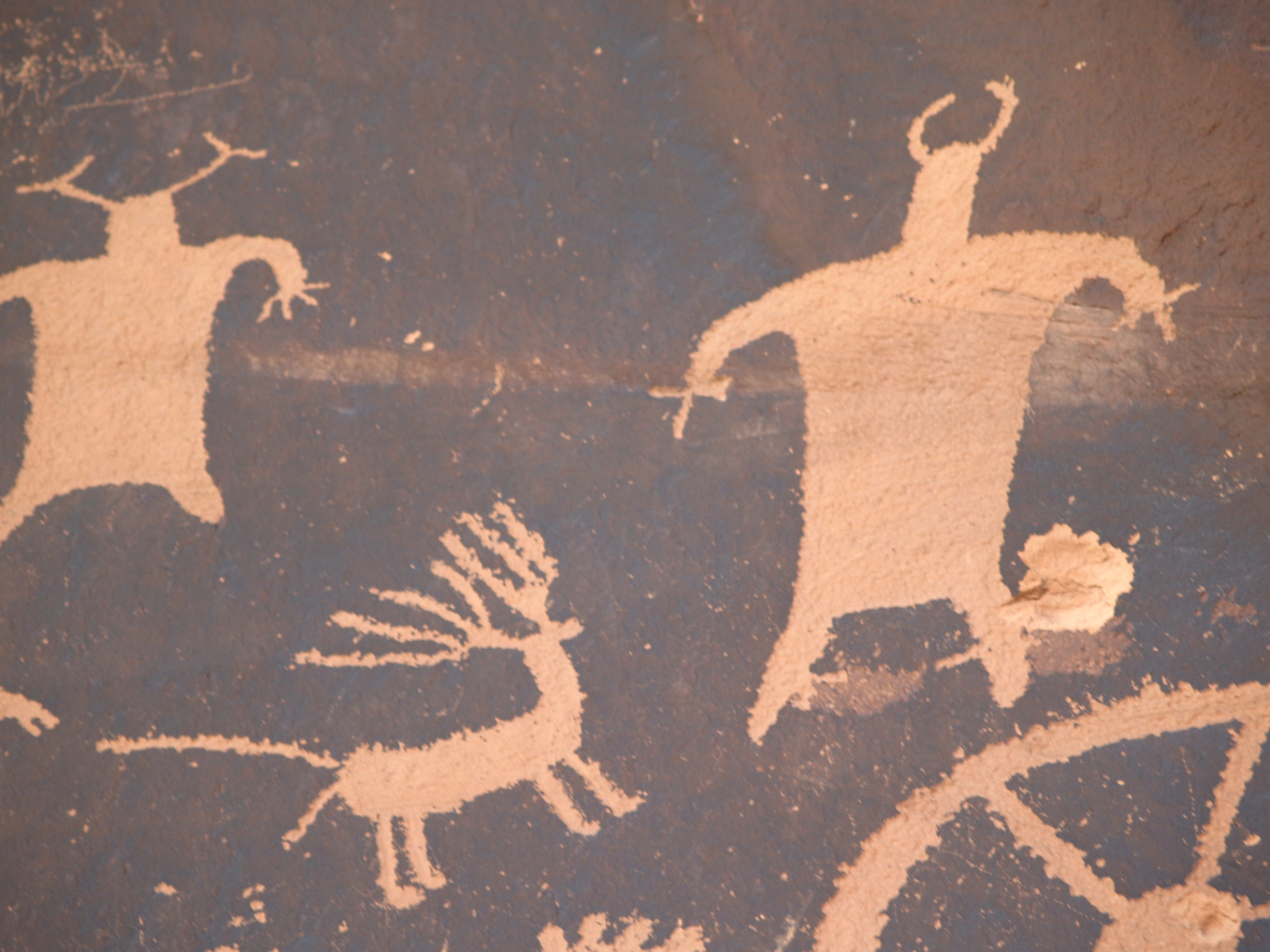
Uapití alanceado entre los petroglifos de la Newspaper Rock en Utah.

## Usos comerciales

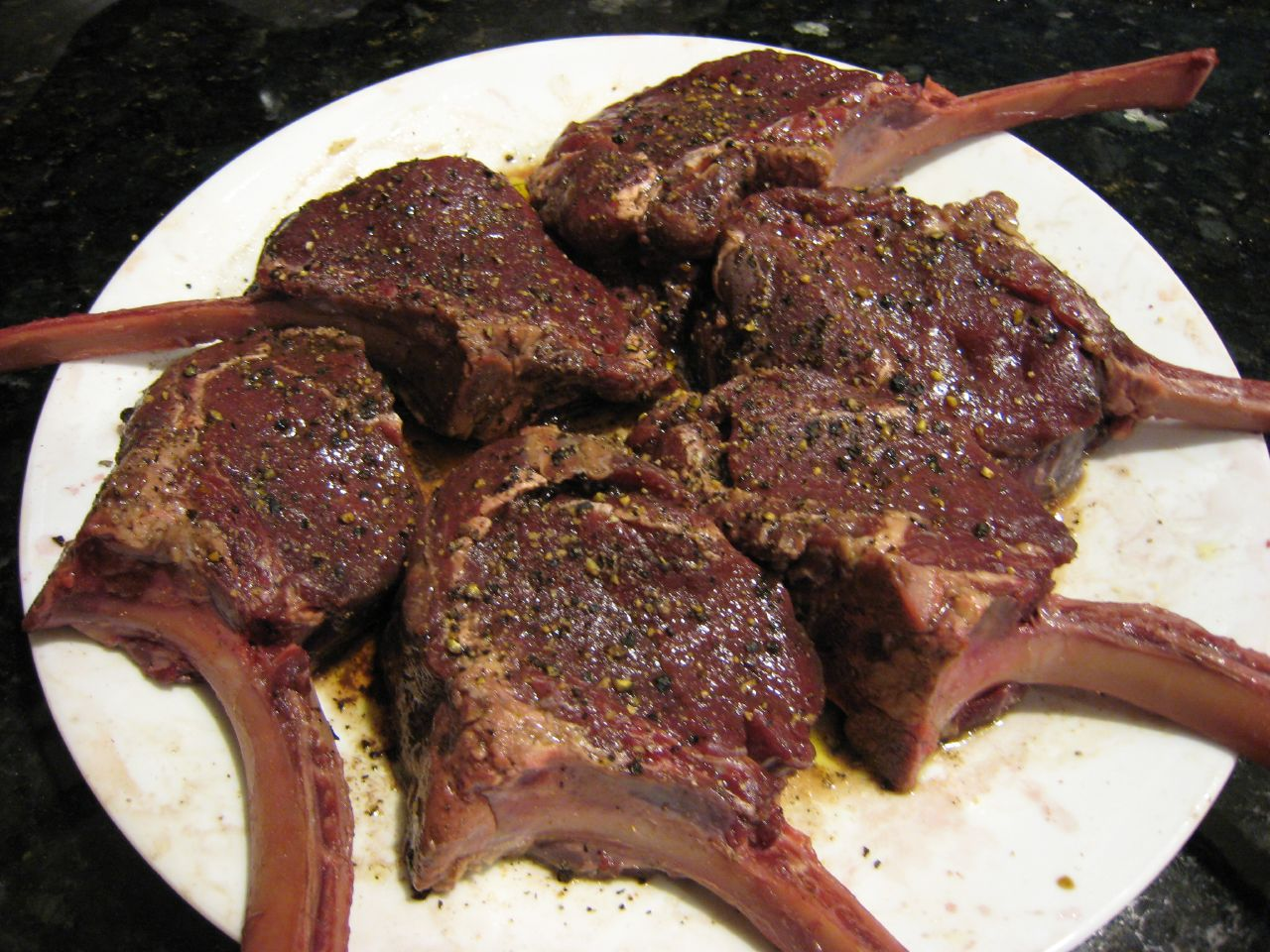
Chuletas de uapití a la parrilla.